# メイド

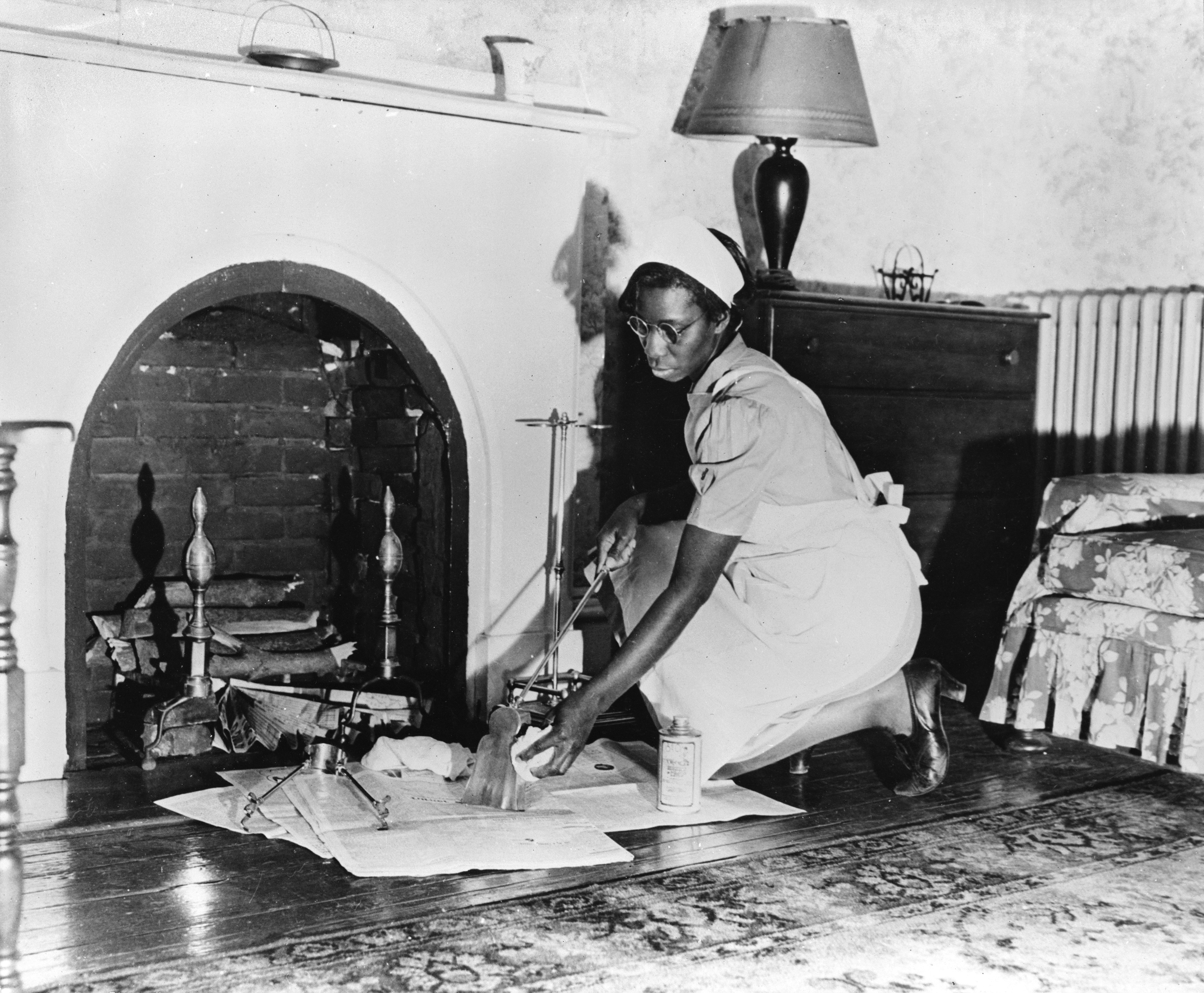
アメリカのメイド,1944年撮影

メイド（maid, maid-servant）は、清掃、洗濯、炊事などの家庭内労働を行う女性の使用人を指し、狭義には個人宅で主に住み込みで働く女性の使用人。男性の対義語はボーイ。
語源の「maiden」は乙女、未婚の女性という意味で、過去に若い女性が結婚前には奉公に出されていたことに由来し、そこから女性奉公人・使用人の意味となった。現在では未婚や既婚に関わらず、あくまでも職種を意味し、ホテルの客室担当従業員（ルームキーパー）なども含まれる。

## 概要
古代ローマにおいては、家庭内労働は「奴隷」の仕事であった。中世においては、「使用人」である。
近代以降、主な雇用者である中産階級の成長とともに増加し、19世紀後半から20世紀初頭に全盛期を迎える。しかし、第一次世界大戦を契機として「女性労働力の再評価」が始まると、女性の社会進出とともに急激に減少した。イギリスおよびアメリカなどで多かったが、日本でも高度経済成長期までは奉公の一環として使用人が用いられていた。
現在の先進国では、住み込み・フルタイム労働のメイドは、ごく一部でしか見られなくなっている。

## イギリス
ヴィクトリア朝時代（19世紀後半）において、使用人を雇うことはステータスシンボルの一つであった。大荘園ともなれば3桁もの使用人を抱えることもあった。
1777年にアメリカ独立戦争の戦費を賄うために使用人税が施行された。納税者の雇用している男性使用人1名に1ギニーが課税されるというもので、女性使用人は対象外であった。そのため上流階級でも女性使用人が雇用されることになった。使用人税施行前の1769年の使用人は20万人であったが、施行後の1806年には下男11万人に対して女性使用人80万人に増加した。
これには上流階級での女性使用人の大量雇用によって、彼らの生活様式を真似る事を望む中産階級において、一般的な男性使用人に比べて給与水準が半分から1/20の女性使用人を雇用しても「恥ずかしい」ことではなくなったことも大きく影響している。侍女や子守り、家庭教師（ガヴァネス）等に限られていた女性使用人の雇用は、加速度的に進むこととなった。1891年には女性使用人だけで233万人となっている。

### ヴィクトリア朝時代におけるメイドの種類
ハウスキーパー (House Keeper)
ほとんどのメイドを取り仕切る家政婦。地位としてはメイドではない。メイドの仕事に必要な鍵の管理など、屋敷の管理の全責任を負う。メイドの人事権も持っており、雇用や解雇なども行っていた。メイドへの懲罰に食事抜きを活用していた事から保存食の生産と保管も担っていた。相当な下積み期間を経て就く役職であり、ほかのメイドのように相部屋ではなく個室を割り当てられ、食事も個室でとることを許されていたのは上級使用人の特権であった。
レディースメイド (Lady's Maid)
レディの一切の身の回りの世話をする。侍女。ほかに、女主人 (Mistress) の宝飾品の管理なども行う。上級使用人の一種で特権があり、出自も悪くない女性が多かった。女主人の着古した服をもらえることもあった。また、ハウスキーパーの人事権が及ばない特別な地位であるが、若さが売り物の役職であったので、ある程度の年齢になると、結婚して退職したり、解雇や職替えを言い渡されることもあった。
コック (Cook)
上級使用人の一種で、厨房の責任者。料理人。厨房というのは独立した部署であり、ハウスキーパーの管理下にはない。
ウェイティングメイド (Waiting Maid)
レディの世話をする。職務内容はレディースメイドと大差ないが、成長したレディに仕えるハウスメイドがこう呼ばれることもあり、地位的には下位に位置する。
チェインバーメイド (Chamber Maid)
主に寝室や客室など、部屋の整備を担当する、専門職メイド。ハウスキーパーの管理下にある。19世紀にはあまりみられなかった種類のメイドであるが、クラス的にはハウスメイドより上で、高給であった。現在の宿泊施設の客室係は、ホテルでも旅館の女中でも英語表記はチェインバーメイドである。
キッチンメイド（Kitchen Maid）
コックの指示のもと、台所のひととおりの仕事をこなす。コックの管理下にある。調理はコックが行うのであり、キッチンメイドは、下ごしらえや仕込み、火おこしなど、雑務が中心である。
ハウスメイド（House Maid）
いわゆるメイド、といえばこれにあたる。家女中。ハウスキーパーの管理下にある。特にこれといった専門担当を持たず、文字通り、家中の仕事をひととおりこなす。最も一般的な種類のメイド。
パーラーメイド（Parlour Maid）
給仕と来客の取次ぎ、接客を専門職とする。客間女中。ハウスキーパーの管理下にある。接客担当であったため、容姿の良い者が採用され、制服も専用のデザインであることが多かった。
スティルルームメイド（Stillroom Maid）
お茶やお菓子の貯蔵・管理を専門職とする。食品室女中。ハウスキーパーの管理下にある。アフタヌーンティの習慣が定着した頃に重宝されたメイド。自らお菓子を作り、パティシエのような仕事もこなす。
ナース（Nurse）
乳母のこと。ハウスキーパーの管理下にある。ナースメイドと呼ばれる部下を従え、自らは子供の躾に専念し、あとの仕事は部下に任せる。なお後にwet-Nurseと呼ばれる。（Nurseが看護婦の意味になっていったため。）
デアリーメイド（Dairy maid）
バター作りや搾乳を専門職とするメイド。酪農女中。ハウスキーパーの管理下にある。主に地方にみられた。
ランドリーメイド（Laundry maid）
洗濯担当の専門職。ハウスキーパーの管理下にある。使用人の洗濯を担当するものと、主人およびその家族の洗濯を担当するものとに分かれている。
スカラリーメイド（Scullery maid）
鍋や皿を洗ったり、厨房の掃除を行う専門職。コックの管理下にある。キッチンメイドよりも下級に位置し、駆け出しのメイドが厨房配属になるとここから始まる。メイドの中でも下級ということもあり、かなりの冷遇を受けることも多かったようである。
ナースメイド（Nurse maid）
子守担当の専門職。ハウスキーパーおよびナースの管理下にある。基本的にはナースの指示を受け、補佐的な役割を受け持つ。そのなかでも子供を散歩に連れて行くことは、屋敷の敷地外での仕事ということもあり、中心的職務であった。また、ナースメイドはそのほとんどが未成年であり、外出仕事が多かったこともあり、ガールハントの格好の的であったらしい。
トゥイーニー（Tweeny）
ハウスメイドとキッチンメイドの両方を兼務するメイド。両方の仕事をこなすため、両職の「間 (between) 」に位置する、ということからこの呼び名がついた。下働きなためかなりの薄給であり、両職にまたがるため、かなりの激務を要した。
メイド・オブ・オール・ワーク（Maid of All Work）
前述した上記すべての役割を1人でこなすメイド。あまり裕福でない家では複数のメイドを雇うのは難しく、ゆえに1人で家中のすべての仕事をこなす必要があった。当時のメイド人口の実に5分の3がこのタイプのメイドであったという説もある。
ステップガール（Step Girl）
メイドを雇う余裕のない家で、メイドが「いるかのように」振舞うため、週に1回雇われ、玄関を掃除するメイド。ヴィクトリア朝のイギリスの中産階級以上では、婦人に手袋をさせて「家事をさせていない」ことを誇示するのがステイタスになっていたことから、すこしでも余裕があればすぐにメイドを雇おうとした。しかしその経済力が無くとも外聞を気にしてこの種類のメイドを雇う家もあった。

## 香港
香港では、フィリピンやインドネシアなど東南アジアからの女性をメイドとして雇うことが一般化しており、家事全般から子供の学校への送迎などに携わっている。
普段は住み込みで働いているが、日曜日など、家族が部屋に居る日には、朝から家を出てビクトリアパークなどの公園に集まり、気の合う仲間と一緒になって夜遅くまで賑やかに楽しむ光景を見る事が出来る。

## 中国
2000年代に入り、中国大陸でも都市部を中心に東南アジアから来たメイドが雇われる様になった。地方からの出稼ぎ農民や、大学生がバイトとして行うこともある。
上海では、フィリピン人のメイドを雇うことが禁止されているが、フィリピン人のメイドは学歴が高く英語が流暢なことから子供の教育に役立つほか、方言の激しい中国人のメイドよりも意思の疎通がしやすいことから、非合法でフィリピン人のメイドを雇うケースが後を絶たず、問題化している。
大衆文化としてのメイドも定着しつつある。同人イベントではコスプレの人気の題材の一つであり、2007年11月11日の上海のイベントでは、付帯イベントとしてメイド喫茶（女僕珈琲）が出現した。

## 台湾
台湾においても、フィリピンやインドネシアなど東南アジアからの女性をメイドとして雇うことが可能であり、家事全般から家庭での年寄りの介護などに携わっている。サブカルチャーとしてのメイドは日本から流入しつつあり、台北などでメイド喫茶が出現している。

## シンガポール
2021年時点で、シンガポール国内にはメイドなどの家庭内労働者が約25万人存在し、世界でも有数のメイド雇用国と言われている。メイドのほとんどが東南アジアなどの外国人であり、メイドの為に特別に就労ビザが発行されている。シンガポールにはメイド税や外国人メイド税控除などの様々な制度があり、メイドに対して半年に一度の検査の義務なども存在する。

## サウジアラビア
中東でも有数の裕福な国であり、多くの裕福層が周辺国、フィリピンなどからメイドを雇っており、2010年代の初頭には50万人弱のメイドが存在すると推定されている。しかし、雇用環境は決して良いとは言えず、雇用主による外国人就労者に対するパスポートの取り上げが横行しており、国際労働機関から再三に渡り改善勧告を受けているがまったく改善の兆しは見えない。
2007年にはスリランカから出稼ぎに来ていた19歳のメイド、リザナ・ナシカが生後4ヶ月の赤ん坊にミルクを与えた際に気管に詰まり、メイドが救命措置を取ったが死亡してしまい、その罪により斬首刑が宣告された。
2010年にもインドネシア人家政婦死刑執行問題が起きている。
サウジアラビアに限らず、アラブ諸国ではフィリピン人のメイドが多いため、辞書に「フィリピン人　意味　メイド」と書いた辞書が登場した。フィリピン政府は大使を帰国させるなどして抗議活動を行ったためすぐに回収された。

## クウェート
ヒューマン・ライツ・ウォッチの調査によればクウェートのメイドの扱いは中東でも特に劣悪であり、メイドは労働者として法律の保護すら受けられない。メイドが逃げた場合には逃亡罪として刑事罰の対象となり、実質的に奴隷と同じ扱いをされている。
人口比では世界最多で300万人弱の総人口に対して66万人のメイドがいる。主にスリランカ、インドネシア、フィリピン、エチオピアから出稼ぎに来ている。
300万人のうちクウェート人が約130万人であるからクウェート人二人に対して一人のメイドがいる計算になる。
雇用主による暴行虐待は日常茶飯事であり、イラクによるクウェート侵攻ではメイドによる主人に対する強盗殺人が多発、メイドと雇用主との関係は極めて悪い。
2018年2月、フィリピン人のメイドが勤務先の冷凍庫から遺体で発見される事件があり、クウェートとフィリピンとの間で外交上の問題にまで発展した。

## 日本
日本では昔から庶民層の娘が富裕層や武家階級に雇われる、いわゆる奉公の習慣があった。近代に入っても、農村出身の少女を商家や都市部の富裕な家が住み込みで雇うことが、高度成長期までは見られた。1953年（昭和28年）1月16日金曜日から、朝日新聞に、6人家族の家庭に働く17歳の女中が主人公である『トンちゃん』（矢崎武子）が連載されたことからもわかるように、当時は未成年者の奉公人を雇う家庭は決して珍しくなかった。当時は一般的に女中・お手伝いさん・家政婦という言葉の方が圧倒的に多用され、メイドの呼称が使われたのはせいぜい外国人家庭か西洋かぶれの日本人家庭ぐらいだった。敬称をつけ「お手伝いさん」と呼称するのが一般的であった。
第二次世界大戦後、高度成長期以前では義務教育を終了すると女中奉公に出されることは珍いことではなく、女性の就職先としてありふれた存在であった。女工などの工場労働に比べ、身元のしっかりした家庭に奉公に上がることは女性の両親としても安心出来る就職先であった。また単に賃労働としての性格と同時に、地方の良家の子女が、行儀見習い、花嫁修業、見聞を広める手段として都会の文化的な家庭に奉公する例もみられた。この場合支払われる賃金は寡少で、嫁入りの際に嫁入り道具や祝儀で代償されることが一般的であった。紹介者を必要とし、身元のしっかりした娘であることが求められた。この場合、嫁入りと同時に雇用関係が解消されるのが一般的であった。
昭和25年ごろまでは日本にも使用人税があり家事使用人の雇用者には税金を支払う義務があった。狭義の「メイド」の消滅に伴い、「メイド」という言葉は、実際の職業に対する呼称としてはあまり使われなくなった。
フルタイムではない、家政婦やハウスキーパー等の雇用に際しては、派遣業者と契約を結ぶ例が一般的である。

## 日本の文化におけるメイド

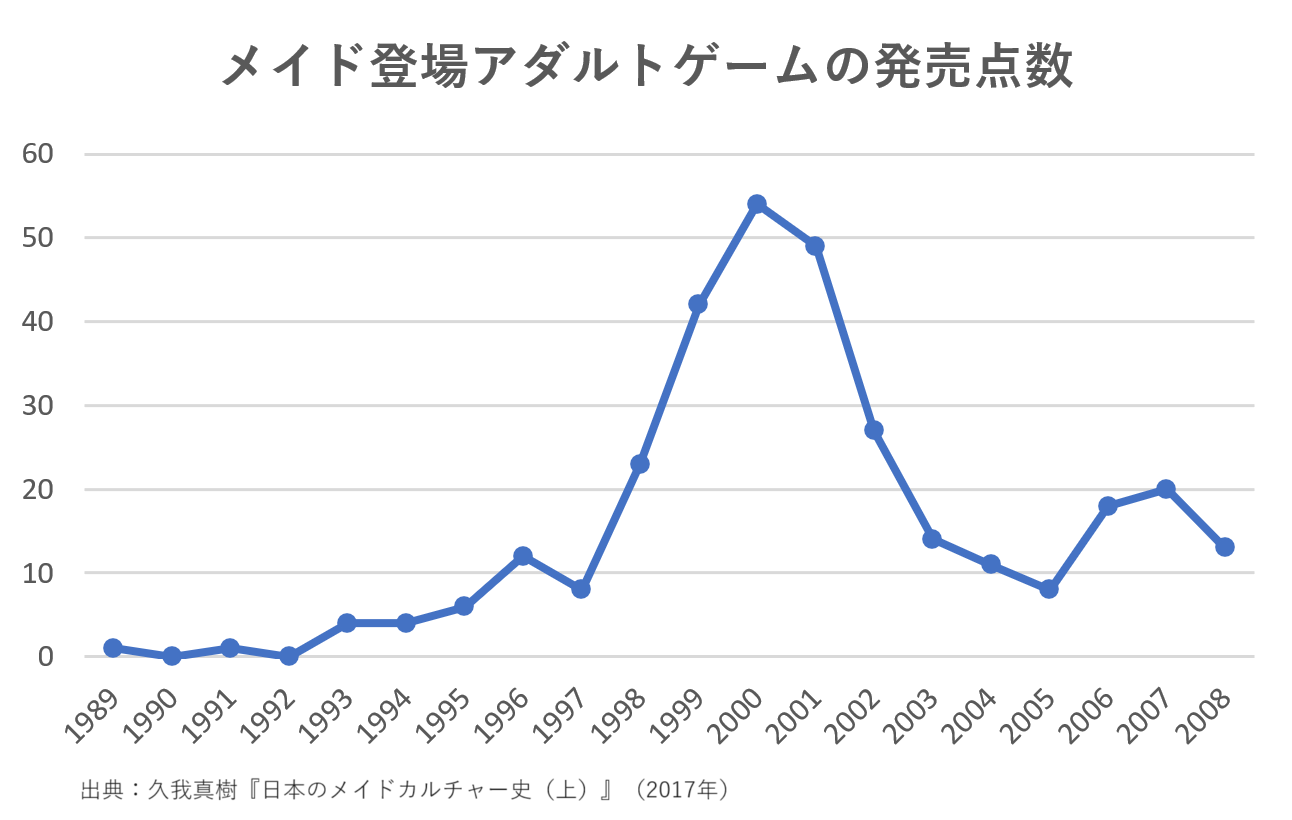
メイド登場アダルトゲームの発売点数の推移

およそ1990年代後半以降、メイドは「メイド萌え」の対象として語られるようにもなった。この場合、メイドとして通常想定されるのは、妙齢の女性または少女であり、その服装は多くの場合典型的なエプロンドレス、いわゆるメイド服である。メイドやメイド服は萌え要素（萌え属性）のひとつとなっている。
漫画やアニメ、ゲームソフト（とりわけアダルトゲーム（エロゲー））、コスプレの題材として取り上げられることも多い。また、作品内において、「血縁関係のない女性」を側に置く手法としても用いられる。雇い主を呼ぶときは、大抵男性なら「御主人様」か「旦那様」、女性なら「お嬢様」、性別が関係無い物では「（雇い主の名前）様」である。
「主人に対して絶対の忠誠を誓う」等、本来のメイドとはかけ離れた特徴を持っている事が多い。
2000年代中頃からはメイド萌えの客層向けに特化した、いわゆる「メイド喫茶」が各地にオープンしている。

### 関連作品
メイドを主なテーマとする比較的最近の漫画作品には、以下の例がある。
- 『鋼鉄天使くるみ』（介錯、1997年-2004年）
- 『まほろまてぃっく』（中山文十郎・ぢたま(某)、1998年-2004年）
- 『花右京メイド隊』（もりしげ、1999年-2006年）
- 『スーパーメイドちるみさん』（師走冬子、2000年-2014年）
- 『ぷぎゅる』（コンノトヒロ、2001年-2008年）
- 『こはるびより』（みづきたけひと、2001年-2011年）
- 『エマ』（森薫、2002年-2008年）
- 『これが私の御主人様』（まっつー・椿あす、2002年-2007年）
- 『Under the Rose』（船戸明里、2002年- ）
- 『マジカノ』（百瀬武昭、2003年-2008年）
- 『仮面のメイドガイ』（赤衣丸歩郎、2004年-2012年）
- 『ろりぽ∞』（仏さんじょ、2005年-2009年）
- 『メイドをねらえ! 〜中林校長の野望〜』（まっつー・椿あす、2006年-2007年）
- 『わたしのお嬢様』（樹るう、2006年-2012年）
- 『会長はメイド様!』（藤原ヒロ、2006年-2013年）
- 『家政婦のミツコさん』（艶々、2008年-2009年）
- 『メイドですから!』（ヒイラギシンジ、2011年-）
- 『うちのメイドがウザすぎる!』（中村カンコ、2016年-2023年）
- 『最近雇ったメイドが怪しい』（昆布わかめ、2020年-2024年）

また永野護『ファイブスター物語』の番外編「プロムナード」第2話にて、本来の英国式メイドの服装・習慣に関する詳細な描写がある。
アニメ・メディアミックス作品では
- 『天使のしっぽ』
- 『HAND MAID メイ』

小説では
- 山田詠美 「埋葬のしあげ」（『色彩の息子』所収）
- 鷹野祐希 「ぼくのご主人様!?」（2006年-2007年）
- 早見裕司 「メイド刑事」

コンピュータゲーム単体では
- 『THE メイド服と機関銃』（SIMPLEシリーズ）
- 『ドリル少女スパイラル・なみ』
- 『フロレアール～すきすきだいすき～』

など。

## メイドに関連する犯罪
メイドは住み込みで働くという性質上、雇用主の財産に対する窃盗や横領が起きることが珍しくなく、雇用主を殺害した事件も多い。
雇用主による性的搾取が問題になることも多くサラ・バラバガンの事件ではメイドが雇用主を殺害したことについて殺人か強姦に対する正当防衛であるか裁判で争われた。リザナ・ナシカ事件のように過失致死か殺人事件か争われて殺人罪で死刑になった事例もある。
アラブ首長国連邦やサウジアラビアなどのアラブ諸国では、メイドによる犯罪を予防するためにパスポートを取り上げることが法的に認められているが、それでも雇用主の下から逃亡するメイドは珍しくない。
イギリスでは、メイドによる窃盗や殺人は古くから横行しており、タイバーンの木に吊されたメイドも多い。イギリスで3例しか実施例がない毒殺犯に科される釜ゆで刑の死刑囚のうち、2人は主人を毒殺したメイドだった。